# Florina

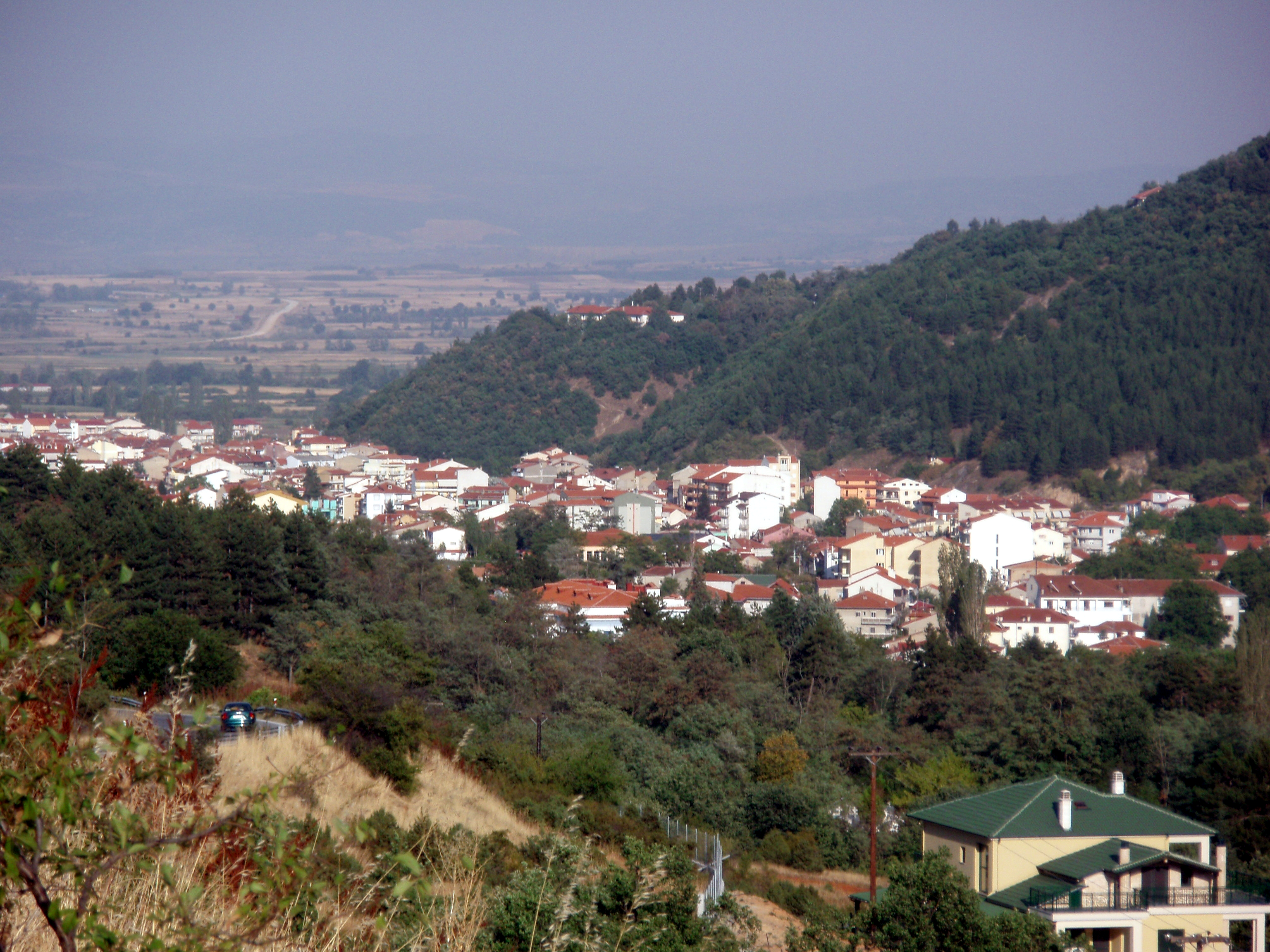
Vedere asupra Florinei, luată din valea Saculevei.

Florina (în greacă: Φλώρινα, în bulgară : Лерин-Lerin) este un oraș din Grecia, în Macedonia occidentală, pe râul Saculeva, într-o regiune unde trăiesc, printre alte etnii, și grupuri de aromâni.